# 奧西普斯
奧西普斯 (英Orsippus)是一位墨伽拉跑者，他是第一个在奥运会上裸奔的运动员，以及第一个裸体优胜者。 另一些人认为斯巴达的阿坎托斯（Acanthus）才是第一个裸体竞技先驱。前720年，奧西普斯赢得了第15届奥运会比赛的胜利。